# 남수잔
남수잔(Suzanne Nam, 1974년 1월 29일~)은 미국 언론인이자 변호사이다. 현재 주로 포브스의 잡지에 글을 쓰거나, 태국에 관한 여행 책도 집필하고 있다.